# Лукьяновка (Барышевская община)
Лукья́новка (укр. Лук’янівка) — село, входит в Барышевскую поселковую общину Броварского района Киевской области Украины. До 2020 года входило в состав Барышевского района.

## География
Лукьяновка расположена на севере Барышевского района. Занимает площадь 3,65 км². Ближайшие сёла — Рудницкое и Лукаши.

## Население
Численность населения Лукьяновки по переписи 2001 года составляла 849 человек.

## Местный совет
Лукьяновка — административный центр и единственный населённый пункт Лукьяновского сельского совета.
Адрес сельского совета: 07511, Киевская область, Барышевский район, село Лукьяновка, улица Кирпоноса, 2; тел. 39-2-69.

## Достопримечательности
Одной из достопримечательностей Лукьяновки была Вознесенская церковь, построенная в 1879 году и уничтоженная в ходе вторжения России на Украину в 2022.